# Aline Chassériau
Aline Chassériau es un óleo sobre lienzo de 1835 del artista romántico francés Théodore Chassériau, que representa a Aline Chassériau (1822-1871), la hermana menor del pintor. La obra fue la propiedad de Frédéric Chassériau, el hermano del artista, y posteriormente la del barón Arthur Chassériau y su esposa que la dieron al museo del Louvre en 1918.

## El cuadro
Aline (nacida Geneviève) Chassériau posó para este retrato de 92 cm x 73 cm, cuando tenía trece años, y el pintor dieciséis. En un diseño casi monocromático, Aline es representada de pie delante de un fondo oscuro. Lleva una capa de color marrón con cuello blanco, y mira directamente al espectador con las manos cruzadas delante de ella. La expresión es sombría, el manejo de la luz confiado. En la técnica refinada del retrato se reconoce las influencias de Ingres, con quien Chassériau había estudiado recientemente, y maestros italianos del Renacimiento como Rafael y Bronzino.

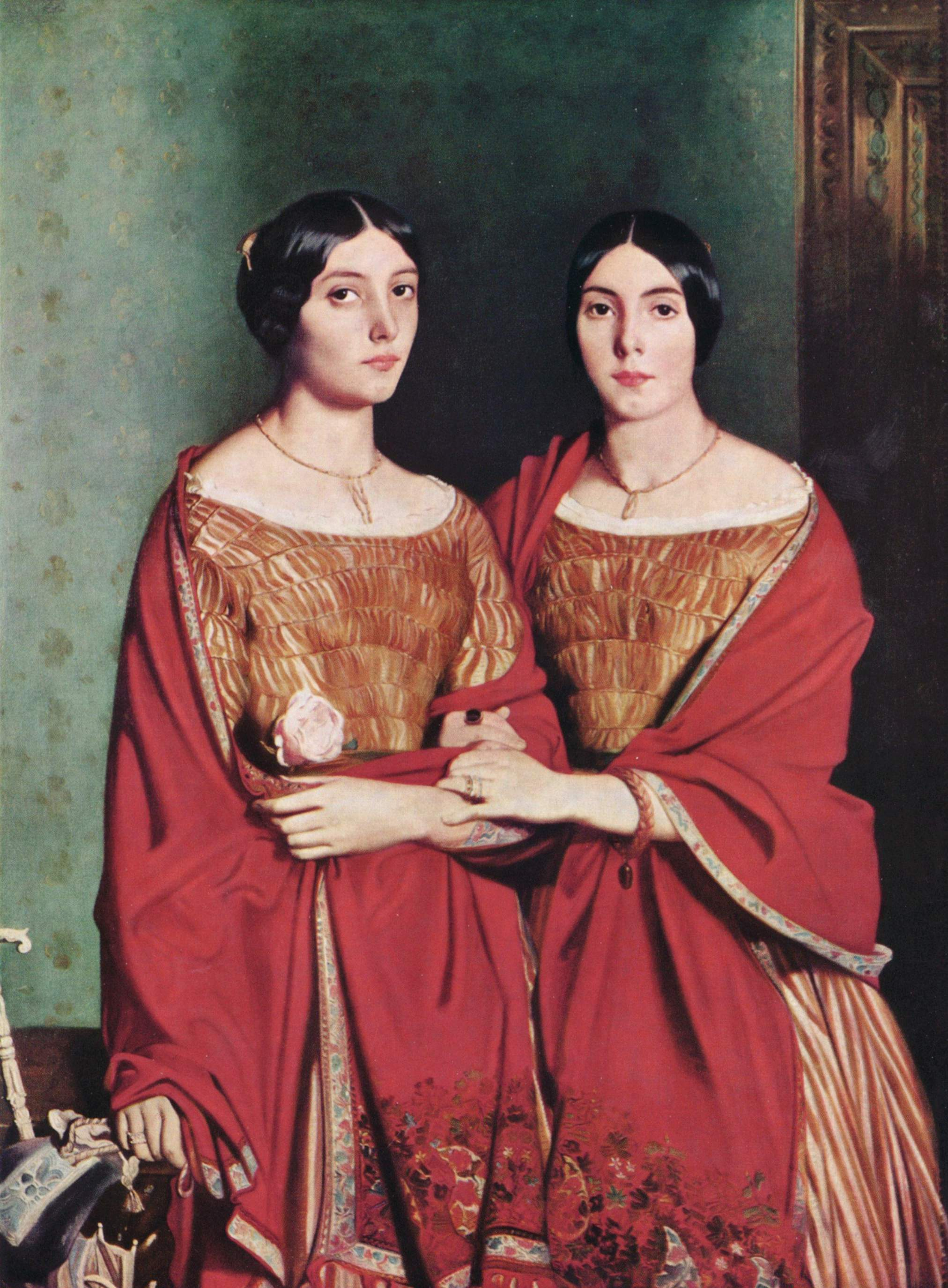
Las dos hermanas (1843). Óleo sobre lienzo, 180 x 135 cm. El retrato de Adèle y Aline juntas, que Chassériau realizó posteriormente.

## La modelo
Se pensó durante mucho tiempo que Adèle, la hermana mayor de Chassériau, había sido la modelo para esta pintura, pero el análisis de los dibujos a lápiz de Aline, así como una renovada atención a la evidencia visual —la modelo era una adolescente, y Adèle ya tenía veinticinco años en este momento— corrigieron la equivocación de identidad. Chassériau frecuentemente utilizó sus hermanos, y especialmente sus dos hermanas, como modelos para sus dibujos y pinturas. Su relación con sus hermanas cuando era joven, se describió como tan estrecha como para haber sido «casi amorosa». La primera amante de Chassériau, Clémence Monnerot, recordó más tarde: «Adèle, Aline y yo éramos las modelos de Théodore durante muchos años. Dibujó en la noche bajo la luz de lámparas y nos hizo posar como quisiera. Adèle tiene brazos magníficos; aparecen en todas partes....Son, también, señoritas, sus dos hermanas idealizadas y su amiga, a las que adoraba».
Su padre Benoît Chassériau fue un diplomático francés, espía francés, y el ministro del Interior de Simón Bolívar en Cartagena (Colombia).
Aline no se casó, y murió en 1871 en Burdeos durante la Comuna de París.